# Іванов Антон Іванович
Анто́н Іва́нович Івано́в-Голубо́й (*1818 — †24 листопада (6 грудня) 1863) — російський художник, пейзажист, викуплений з кріпацтва.

## Біографія
Народився в 1818 році в селі Козаково В'язниківського повіту Володимирської губернії (нині — Лухський район Івановської області), між Палехом і Лухом, в родині кріпосного. Мав здібності до малювання. Село Козаково належало поміщиці Домашнєвой, яка віддала Антона на навчання в іконописну майстерню батька братів-художників Чернецових — Григорія Степановича.
Брати Чернецови — Григорій та Никанор, що вже закінчили Петербурзьку академію мистецтв і отримали звання художників, приїхали в 1836 році на батьківщину в Лух, де і познайомилися з Антоном та запросили його взяти участь в експедиції по Волзі. Плавання почалося 22 травня 1838 року з Рибінська і завершилося 18 листопада, коли човен застряг у кризі неподалік Астрахані.
Переконавшись у таланті Антона, Чернецови вирішили викупити його з кріпацтва, пожертвувавши всіма своїми заощадженнями — двома тисячами рублів асигнаціями. Проте поміщиця запросила більшу суму, тож художникам довелося залучити впливових людей, причетних до мистецтва, таких, як граф Федір Толстой. Нарешті, Домашнєву вдалося вмовити і у 1841 (за іншими джерелами — у 1840) році вона відпустила «вічно на волю кріпака своєї дворової людини Антона Іванова».
Уже некріпосного Антона влаштували на навчання в Академію мистецтв — вільним слухачем. З 1841 по 1849 рік він отримував стипендію Академії. За картину «Вигляд Тучкова моста з набережної Васил'євського острова» в 1844 році був нагороджений малою срібною медаллю, а у 1845 році — отримав звання некласного художника.
У 1846 році брати Чернецови поїхали за кордон і взяли з собою Іванова. В Італії він удосконалив свою майстерність, писав не лише етюди, а й пейзажі на тему російської природи. У 1848 році, через революційні події в Західній Європі, цар Микола I видав розпорядження про обов'язкове повернення на батьківщину всіх росіян, що знаходилися на той час за кордоном. Чернецови повернулися до Петербургу, але Іванов їхати не захотів і залишився в Римі, де і помер 6 грудня 1863-го (за іншими джерелами — у 1864-му), у віці 45 років. Похований на кладовищі Монте-Тестако.

## Творчість
Першу увагу критиків привернув у 1839 році, коли малюнки і більше двох десятків картин, написаних братами Чернецовими під час і після подорожі Волгою, були виставлені в Академії мистецтв. Антон Іванов написав картину «Вигляд майстерні братів Чернецових під час подорожі їх по Волзі». Вона також експонувалася на виставці і звернула на себе увагу знавців живопису. На ній зображено внутрішній вигляд дерев'яної надбудови на барці, на якій художники пливли Волгою. На передньому плані — приміщення майстерні. Світло чотирьох вікон падає на робочі столи, завалені паперами, розпочатими картинами і ящиками з фарбами. На задньому плані видно приміщення, що служило спальнею художникам. У кімнаті Іванов намалював двох братів Чернецових. Ліворуч, з книгою в руках — молодший 16-річний Полікарп. Це єдиний портрет, що зберігся до наших днів — життя хлопця було недовгим. Праворуч — над малюнком на столі схилився Григорій. Картина цінна, як літописний документ подорожі (це перше полотно художника, яке збереглося — нині знаходиться в Російському музеї в Санкт-Петербурзі). У 1839 році Іванов також написав картини «Вид на Волзі у Жигулівських горах», «Рибальські судна відпливають із гавані», «Грім в Соковських горах на Волзі». Пізніше — «Вид села Вінновка на Волзі в Сімбірській губернії» (1840), «Переправа М. В. Гоголя через Дніпро» (1845), «Перевіз через Волгу в Симбірську» та «На Волзі» (обидві — у 1846-му).
Крім російських пейзажів, Іванов також виконав численні замальовки видів Італії — «Вілла російських художників поблизу Неаполя» (1851), «З околиць Тіволі» (1851), «Дорога в Римі» (1854), «Гірська ущелина» (1862), велика картина «Російські пісенники в Римі» (1862, зберігається в Москві, в Третьяковській галереї). Багато пейзажів Іванова переправлялися до Росії, де осідали в приватних колекціях.
До наших днів художній спадок Іванова повністю не зберігся. У музеях Росії лишилося лише декілька картин за підписом художника.